# Casas Soteria

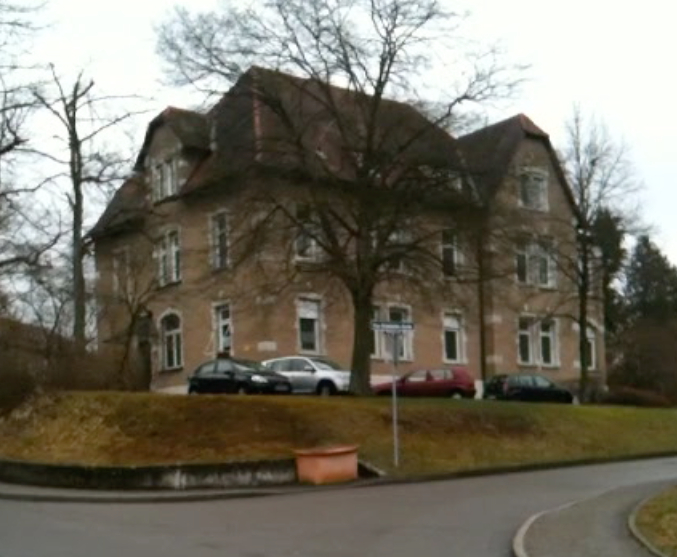
Soteria, Zwiefalten, Alemania (2011)

Soteria es un recurso de salud mental comunitaria que proporciona un espacio seguro para las personas que experimentan crisis o sufrimiento psíquico. El modelo Soteria está basado en el modelo de recuperación. Los elementos comunes son la priorización de un equipo profesional no biomédico; salvaguarda del poder (empoderamiento) de individual de la persona residente, mantenimiento de sus redes sociales y de sus responsabilidades comunitarias. Se busca dotar de significado a la experiencia subjetiva de la psicosis por la vía del acompañamiento de los usuarios. Sin llegar a utilizar o con un uso mínimo de neurolépticos (las decisiones sobre medicación se toman sin coerción y desde la libre elección de la persona).
Las Soterias son abiertas y prescindían de infraestructuras de contención para los jóvenes pacientes psicóticos, sobre todo en sus inicios. Loren Mosher, fundador de las experiencias Soteria, demostró que el tratamiento de la psicosis es posible, incluso en fase aguda, sin utilizar métodos de contención.
El modelo de Casas Soteria se entienden por lo general como alternativas menos violentas y agresivas respecto al sistema convencional de hospitalización psiquiátrica que son fácilmente percibidas como autoritarias, hostiles y violentas, basando su intervención en el uso rutinario de psicofármacos, sobre todo neurolépticos. Las casas Soteria son a veces utilizadas como servicios de "atención temprana" o "casas de crisis".

## Modelo teórico
Antiguos pacientes declararon que lo que necesitaban era "amor, comida y comprensión, no drogas" y el Proyecto Soteria estaba destinado a comparar los resultados de ambas formas de intervenir. El funcionamiento de la mayoría de las unidades psiquiátricas se basa principalmente en el modelo biomédico. Es el personal médico psiquiátrico el que tiene la autoridad y el poder de decisión final; se atribuye un valor terapéutico primario a los psicofármacos que se utilizan de manera amplia; se considera que los pacientes tienen una enfermedad, con la discapacidad y disfunción consecuentes, que debe ser "tratada" y "curada"; el etiquetado y sus problemas asociados, a saber, la estigmatización y la cosificación, son prácticamente inevitables. En Soteria, al contrario, el foco de atención está sobre el desarrollo, el aprendizaje y el crecimiento de la persona.

## Historia
El Proyecto de Investigación Soteria original fue fundado por el psiquiatra Loren Mosher en San José, California, en 1971. Un proyecto que replicaba la experiencia ("Emanon") se abrió en 1974 en otra ciudad suburbana del área de la Bahía de San Francisco. Loren Mosher recibió influencia de la filosofía del tratamiento moral, las comunidades terapéuticas experimentales anteriores (como las Logias Fairweather ), el trabajo de Harry Stack Sullivan y el psicoanálisis freudiano. El nombre Soteria proviene del griego Σωτηρία que quiere decir "salvación" o "liberación" (ver Soter ).
La primera casa Soteria de Mosher seleccionó de forma específica a personas solteras de edades entre 18 y 30 años diagnosticadas recientemente y con criterios que cumplían con los criterios del DSM-II para un diagnóstico de esquizofrenia. Se alentó equipo profesional de la casa a tratar a quienes iban a residir en ella como iguales y a compartir tareas domésticas. El programa fue diseñado para crear un ambiente tranquilo y relajado que respetara y tolerara las diversidades individuales y potenciara la autonomía. También existía un espíritu de responsabilidad compartida por el buen funcionamiento de la casa y la participación en una comunidad de apoyo mutuo, con la minimización de la distinción entre profesionales y no profesionales (algo similar a las comunidades terapéuticas). Los psicofármacos, incluidos los neurolépticos, no fueron rechazados por completo y se usaban en ciertas circunstancias. Se encontró que el personal de Soteria, en comparación con el de otros servicios psiquiátricos, poseía de manera significativa caracterísiticas de mayor intuición, introversión, flexibilidad y tolerancia a estados alterados de conciencia.
El proyecto Soteria fue reconocido por una buena parte de profesionales de todo el mundo que aspiraban a crear unos servicios de salud mental basados en un enfoque social, en lugar de biomédico. También recibió fuertes críticas que lo calificaban de irresponsable o ineficaz. [cita requerida]   El Proyecto Soteria de EE. UU. se cerró como programa clínico en 1983 debido a la falta financiación, aunque se convirtió en objeto de evaluación de investigación con la confrontación de argumentos y análisis. [cita requerida]   Los proyectos en EE. UU. de segunda generación herederos de la casa original de Soteria Crossing Place todavía están activos, aunque más centrados en la gestión de los psicofármacos. 
Una primera replicación europea similar al enfoque original de Soteria se desarrolló en 1984 en Berna, Suiza, con una base conceptual algo diferente. También se crearon tres contextos similares a Soteria enfocados en la rehabilitación a largo plazo en Suecia (Perris, 1989). 
En 1999, Mosher describió el núcleo de Soteria como "la aplicación las 24 horas del día de intervenciones fenomenológicas interpersonales por parte de un equipo no profesional, por lo general sin uso de neurolépticos, en un contexto social tranquilo, familiar, seguro, acogedor, de apoyo y tolerante."  Adaptaciones más recientes del concepto Soteria emplean en ocasiones personal profesional. El enfoque Soteria se ha aplicado tradicionalmente al tratamiento de personas con un diagnóstico de esquizofrenia .

## Trabajo actual de Soteria
Los proyectos de casas basadas en Soteria o la propia Soteria están activos actualmente en Suecia, Finlandia, Alemania, Suiza, Hungría, Estados Unidos, y otros países. 
"Soteria Berna", ubicada en el centro de Berna, comenzó a funcionar el 1 de mayo de 1984 en una casa de 12 habitaciones rodeada de una zona ajardinada. La casa puede alojar a un máximo de entre seis y ocho personas y junto a un equipo de enfermera de dos. Las personas que acceden al proyecto deben cumplir los siguientes criterios: 
1. Edades entre 17 y 35 años;
2. Comienzo reciente del trastorno psicótico esquizofreniforme o esquizofrénico definido por criterios DSM-III-R, no más de un año antes del ingreso;
3. Al menos dos de los siguientes seis síntomas en las cuatro semanas anteriores: conductas sociales severamente desviadas, trastornos esquizoafectivos, catatonia, pensamiento desordenado, alucinaciones, delirios.[17]

La investigación en Soteria Berna descubrió que la mayoría de pacientes con esquizofrenia aguda pueden ser tratados con tanto éxito como con los procedimientos hospitalarios estándar, pero con dosis significativamente más bajas de neurolépticos y sin costo superior por día de estancia. Además, el enfoque Soteria parecía aportar ventajas sobre el hospitalario a nivel subjetivo-emocional, familiar y social.
Con el creciente interés en Reino Unido, otros países europeos, Norteamérica y Australasia por el enfoque Soteria, una revisión de ensayos controlados indicaba que el encuadre Soteria tiene iguales resultados y en ciertas áreas específicas incluso mejores para el tratamiento del rango de esquizofrenia de primer o segundo episodio (y con un uso considerablemente menor de psicofármacos) en comparación con los encuadres convencionales biomédicos. Por ello se ha solicitado una revaluación del enfoque.